# Soleichthys serpenpellis
Soleichthys serpenpellis är en fiskart som beskrevs av Munroe och Menke 2004. Soleichthys serpenpellis ingår i släktet Soleichthys och familjen tungefiskar. Inga underarter finns listade i Catalogue of Life.